# Doriopsilla albopunctata
Doriopsilla albopunctata (J.G. Cooper, 1863) è un mollusco nudibranchio della famiglia Dendrodorididae.